# Beyeria gardneri
Beyeria gardneri är en törelväxtart som beskrevs av Airy Shaw. Beyeria gardneri ingår i släktet Beyeria och familjen törelväxter. Inga underarter finns listade i Catalogue of Life.